# Ducati 748
La Ducati 748 è una motocicletta sportiva prodotta dalla casa motociclistica italiana Ducati dal 1994 al 2002, basandosi sul progetto della Ducati 916.

## Descrizione
La Ducati inizia la produzione della 748 nel 1994 derivandola dalla 916, con lo scopo di creare una moto di minore cilindrata e di maggior accessibilità per il pubblico, puntando sul design di successo creato da Massimo Tamburini, mantenendo la stessa ciclistica ed il telaio. Caratteristiche di questo modello sono quelle tradizionali dei modelli Ducati: telaio a traliccio di tubi e motore bicilindrico (sempre da tradizione anche il nome della moto fa riferimento alla cilindrata da 748 cm³). Nei vari cicli di produzione numerose furono le versioni poste in commercio della 748: la 748 Biposto, la 748 SP, la 748 Strada, la 748 SPS, la 748, la 748 S e la 748 R.

## Carriera agonistica
Con la 748 R opportunamente modificata, la Ducati prese parte al mondiale Supersport dalla prima edizione fino al 2002 ottenendo: 10 vittorie, 19 pole position, 11 giri veloci e 31 piazzamenti a podio. Paolo Casoli del team Gio.Ca.Moto vinse nel 1997 la prima edizione del mondiale Supersport (ancora non ufficialmente riconosciuto dalla Federazione Internazionale di Motociclismo, pertanto definito Supersport World Series) e la Ducati il titolo costruttori. Oltre a Casoli anche Fabrizio Pirovano, Stéphane Chambon e Rubén Xaus realizzarono vittorie in gare del mondiale con questo modello. In precedenza in tre occasioni piloti dotati della 748 vinsero il titolo europeo Supersport: nel 1995 Michaël Paquay, nel 1996 Fabrizio Pirovano (entrambi con il team Alstare) e nel 1997 Angelo Conti.